# St. Albans (Maine)
St. Albans es un pueblo ubicado en el condado de Somerset en el estado estadounidense de Maine. En el Censo de 2010 tenía una población de 2.005 habitantes y una densidad poblacional de 16,44 personas por km².

## Geografía
St. Albans se encuentra ubicado en las coordenadas 44°55′39″N 69°23′15″O / 44.92750, -69.38750. Según la Oficina del Censo de los Estados Unidos, St. Albans tiene una superficie total de 121.99 km², de la cual 116.01 km² corresponden a tierra firme y (4.9%) 5.98 km² es agua.

## Demografía
Según el censo de 2010, había 2.005 personas residiendo en St. Albans. La densidad de población era de 16,44 hab./km². De los 2.005 habitantes, St. Albans estaba compuesto por el 97.86% blancos, el 0.15% eran afroamericanos, el 0.4% eran amerindios, el 0.35% eran asiáticos, el 0% eran isleños del Pacífico, el 0% eran de otras razas y el 1.25% pertenecían a dos o más razas. Del total de la población el 0.45% eran hispanos o latinos de cualquier raza.